# Aspe (televisieserie)
Aspe was een Vlaamse politieserie die zich afspeelt in Brugge en omgeving. De serie is gebaseerd op de boeken van Pieter Aspe. In Vlaanderen werd Aspe op VTM voor het eerst uitgezonden op 13 februari 2004; in Nederland werden aanvankelijk door RTL 4 alleen de eerste 3 seizoenen uitgezonden. Later zijn alle seizoenen uitgezonden op RTL Crime. Momenteel (januari 2025) wordt de serie uitgezonden op RTL8 en op VTM 3.

## Geschiedenis
Het eerste seizoen van Aspe kenmerkte zich door de lange afleveringen - bijna 100 minuten, inclusief reclame - en de grote, gecompliceerde plots die gebaseerd waren op de boekenreeks. Hierin dook Pieter Aspe zelf geregeld op als figurant. Deze afleveringen werden uitgezonden op vrijdagavond in primetime. Met ingang van het tweede seizoen, begin 2006, zijn de afleveringen ingekort en niet meer rechtstreeks op de boeken gebaseerd. Tot en met het zevende seizoen werden ze steeds op maandag in de late avond uitgezonden. Nadien kwam de reeks weer in primetime te staan; voor seizoen 8 was dit op dinsdag, terwijl seizoenen 9 en 10 op woensdag werden uitgezonden.
Na het tiende seizoen - dat in het voorjaar 2014 op het scherm kwam - werd de reeks stopgezet. De allerlaatste opnames dateren van 8 november 2013.
De best bekeken aflevering is Apocalyps - Deel 1 (seizoen 7, aflevering 12); de slechtst bekeken aflevering is IJskoningin (seizoen 2, aflevering 2).

## Rolverdeling

### Hoofdrollen
| Acteur                 | Personage                           | Wanneer               | Afleveringen                |
| ---------------------- | ----------------------------------- | --------------------- | --------------------------- |
| Herbert Flack          | Hoofdinspecteur Pieter Van In       | 2004-2014             | 1-127                       |
| Lucas Van den Eynde    | Inspecteur Guido Versavel           | 2004-2008, 2009, 2014 | 1-46, 62, 123-127           |
| Koen Van Impe          | Inspecteur Ivo Verbruggen           | 2009, 2011, 2012      | 50-59, 87-88, 96-100        |
| Ludo Hoogmartens       | Inspecteur Robert De Maegd          | 2010-2014             | 63-123, 127                 |
| Francesca Vanthielen   | Onderzoeksrechter Hannelore Martens | 2004-2014             | 1-81, 100-101, 112, 117-127 |
| Michel Van Dousselaere | Commissaris Roger De Kee            | 2004-2014             | 1-127                       |
| Erik De Backer         | Inspecteur André Bruynooghe         | 2004-2006             | 1-23                        |
| Mathias Coppens        | Inspecteur Mitch Dedecker           | 2007-2010             | 24-60, 66-70                |
| Adriaan Van den Hoof   | Inspecteur Tom Smeekens             | 2010-2014             | 70-117, 127                 |
| Maaike Cafmeyer        | Inspecteur Carine Neels             | 2004-2011, 2014       | 1-88, 122-127               |
| Hilde De Baerdemaeker  | Inspecteur Jelle Cockx              | 2012-2014             | 89-116                      |
| Axel Daeseleire        | Inspecteur Dirk Vereecke            | 2014                  | 118-119                     |
| Marc Lauwrys           | Inspecteur Rudy Snels               | 2014                  | 120-121                     |
| Louis Talpe            | Inspecteur Eric Vranckx             | 2014                  | 125-127                     |

| Seizoen                | 1                                        | 2                                        | 3                                        | 4                                        | 5                                        | 6                                        | 7                                        | 8                                      | 9                                      | 10                                     | Aantal afleveringen |
| afleveringen           | 10                                       | 11 - 23                                  | 24 - 36                                  | 37 - 49                                  | 50 - 62                                  | 63 - 75                                  | 76 - 88                                  | 89 - 101                               | 102 - 114                              | 115 - 127                              |                     |
| ---------------------- | ---------------------------------------- | ---------------------------------------- | ---------------------------------------- | ---------------------------------------- | ---------------------------------------- | ---------------------------------------- | ---------------------------------------- | -------------------------------------- | -------------------------------------- | -------------------------------------- | ------------------- |
| Herbert Flack          | Hoofdinspecteur Pieter Van In 1-127      | Hoofdinspecteur Pieter Van In 1-127      | Hoofdinspecteur Pieter Van In 1-127      | Hoofdinspecteur Pieter Van In 1-127      | Hoofdinspecteur Pieter Van In 1-127      | Hoofdinspecteur Pieter Van In 1-127      | Hoofdinspecteur Pieter Van In 1-127      | Hoofdinspecteur Pieter Van In 1-127    | Hoofdinspecteur Pieter Van In 1-127    | Hoofdinspecteur Pieter Van In 1-127    | 127                 |
| Francesca Vanthielen   | Onderzoeksrechter Hannelore Martens 1-81 | Onderzoeksrechter Hannelore Martens 1-81 | Onderzoeksrechter Hannelore Martens 1-81 | Onderzoeksrechter Hannelore Martens 1-81 | Onderzoeksrechter Hannelore Martens 1-81 | Onderzoeksrechter Hannelore Martens 1-81 | Onderzoeksrechter Hannelore Martens 1-81 | 100 - 101                              | 112                                    | 117-127                                | 94                  |
| Michel Van Dousselaere | Commissaris Roger De Kee 1-127           | Commissaris Roger De Kee 1-127           | Commissaris Roger De Kee 1-127           | Commissaris Roger De Kee 1-127           | Commissaris Roger De Kee 1-127           | Commissaris Roger De Kee 1-127           | Commissaris Roger De Kee 1-127           | Commissaris Roger De Kee 1-127         | Commissaris Roger De Kee 1-127         | Commissaris Roger De Kee 1-127         | 127                 |
| Erik De Backer         | Inspecteur André Bruynooghe 1 - 23       | Inspecteur André Bruynooghe 1 - 23       |                                          |                                          |                                          |                                          |                                          |                                        |                                        |                                        | 23                  |
| Lucas Van den Eynde    | Inspecteur Guido Versavel 1 - 36         | Inspecteur Guido Versavel 1 - 36         | Inspecteur Guido Versavel 1 - 36         | 37 - 46                                  | afl. 62                                  |                                          |                                          |                                        |                                        | 123-127                                | 52                  |
| Mathias Coppens        |                                          |                                          | Inspecteur Mitch Dedecker 24-60          | Inspecteur Mitch Dedecker 24-60          | Inspecteur Mitch Dedecker 24-60          | 66-70                                    |                                          |                                        |                                        |                                        | 41                  |
| Maaike Cafmeyer        | Inspecteur Carine Neels 1-88             | Inspecteur Carine Neels 1-88             | Inspecteur Carine Neels 1-88             | Inspecteur Carine Neels 1-88             | Inspecteur Carine Neels 1-88             | Inspecteur Carine Neels 1-88             | Inspecteur Carine Neels 1-88             |                                        |                                        | 122-127                                | 94                  |
| Koen Van Impe          |                                          |                                          |                                          |                                          | Inspecteur Ivo Verbruggen 50-59          |                                          | 87-88                                    | 96-100                                 |                                        |                                        | 17                  |
| Ludo Hoogmartens       |                                          |                                          |                                          |                                          |                                          | Inspecteur Robert De Maegd 63-123, 127   | Inspecteur Robert De Maegd 63-123, 127   | Inspecteur Robert De Maegd 63-123, 127 | Inspecteur Robert De Maegd 63-123, 127 | Inspecteur Robert De Maegd 63-123, 127 | 61                  |
| Adriaan Van den Hoof   |                                          |                                          |                                          |                                          |                                          | Inspecteur Tom Smeekens 70-117, 127      | Inspecteur Tom Smeekens 70-117, 127      | Inspecteur Tom Smeekens 70-117, 127    | Inspecteur Tom Smeekens 70-117, 127    | Inspecteur Tom Smeekens 70-117, 127    | 48                  |
| Hilde De Baerdemaeker  |                                          |                                          |                                          |                                          |                                          |                                          |                                          | Inspecteur Jelle Cockx 89-116          | Inspecteur Jelle Cockx 89-116          | Inspecteur Jelle Cockx 89-116          | 27                  |

### Bijrollen
| Acteur                | Personage                            | Wanneer          |
| --------------------- | ------------------------------------ | ---------------- |
| Herman Boets          | Wetsdokter Leo Vanmaele              | 2004-2014        |
| Marc Van Eeghem       | Inspecteur Baert                     | 2004             |
| Dimitri Dupont        | Procureur Paul Beekman               | 2004-2008        |
| Sjarel Branckaerts    | Burgemeester Patrick Moens           | 2004             |
| Günther Lesage        | Frank Cobbaert                       | 2007-2008        |
| Guy Van Sande         | Onderzoeksrechter Guy Van Steenkiste | 2007, 2008, 2010 |
| Camilia Blereau       | Procureur Wivina Lansier             | 2008-2011        |
| Alice Reys            | Inspecteur Tamara Meijer             | 2008-2010        |
| Kim Hertogs           | Wetsdokter Kim Vanmaele              | 2009             |
| Tine Van den Brande   | Patricia Berghs                      | 2010-2011, 2013  |
| Kristine Van Pellicom | Profiler Marianne Vissers            | 2011             |
| Greet Rouffaer        | Onderzoeksrechter Andrea Kosinsky    | 2011-2013        |
| Ann Ceurvels          | Eva Schoofs                          | 2013-2014        |
| Marieke Dilles        | Psycholoog Linde Swaegers            | 2013-2014        |
| Tanya Zabarylo        | Machteld De Maegd                    | 2010-2011, 2013  |

## Kijkcijfers
Het gemiddelde kijkcijfer per reeks:
- Reeks 1: 1.002.300 kijkers
- Reeks 2: 779.115 kijkers
- Reeks 3: 781.391 kijkers
- Reeks 4: 756.562 kijkers
- Reeks 5: 830.308 kijkers
- Reeks 6: 877.251 kijkers
- Reeks 7: 898.770 kijkers
- Reeks 8: 828.293 kijkers
- Reeks 9: 867.902 kijkers

## Scenario
Er waren al verschillende scenaristen aan het werk bij Aspe:
- Pieter Aspe
- Piet Baete
- Steve Beirnaert
- Jacques Boon
- Nine Cornelissen
- Dimitri Dupont
- Bob Goossens
- Hola Guapa
- Christel Helsen
- Peter Lories
- Piet Matthys
- Dirk Nielandt
- Paul Piedfort
- Marc Willems

## Regie
- Mathias Coppens (2009-2010, 2012)
- Jan Matthys (2004)
- Vincent Rouffaer (2008, 2014)
- Peter Simons (2004)
- Toon Slembrouck (2010)
- Miel Van Hoogenbemt (2009)
- Frank Van Mechelen (2004-2009, 2011)
- Klaus Verscheure (2010)
- Kurt Vervaeren (2006-2007, 2011-2014)
- Eric Wirix (2007-2008, 2011)
- Jeroen Dumoulein (2013-2014)
- Filip Van Neyghem (2013)

## Muziek
Voor de titelsongs werd er voor seizoen 1 gebruikgemaakt van Gene Thomas' liedje 'Wees van mij'. Voor seizoen 2 was dat het liedje 'Don't ever go', gezongen door Reborn.
Van seizoen 1 is ook een cd verschenen met allerlei instrumentale thema's die voor "Aspe" gecomponeerd zijn door Steve Willaert.